# Тесницька
Те́сницька — село в Україні, у Путильській селищній громаді Вижницького району Чернівецької області. Населення становить 146 осіб.

## Населення

### Мова
Розподіл населення за рідною мовою за даними перепису 2001 року:
| Мова       | Кількість | Відсоток |
| ---------- | --------- | -------- |
| українська | 146       | 100%     |